# The Rig
The Rig é uma série de televisão britânica de suspense sobrenatural criada por David Macpherson para Amazon Prime Video. A série é dirigida por John Strickland, e é o primeiro programa original da Amazon a ser filmada inteiramente na Escócia. Foi lançada em 6 de janeiro de 2023 e consiste em seis episódios. Em fevereiro de 2023, a série foi renovada para uma segunda temporada.

## Sinopse
Uma plataforma de petróleo escocesa no Mar do Norte está coberta por um nevoeiro anormal que a isolou das comunicações externas. Os esporos presentes no nevoeiro estão causando alterações no comportamento dos tripulantes infectados. Após examiná-los, um cientista a bordo da plataforma suspeita que um antigo parasita foi liberado das profundezas do oceano.

## Elenco
- Emily Hampshire como Rose Mason
- Iain Glen como Magnus MacMillan
- Martin Compston como Fulmer Hamilton
- Mark Bonnar como Alwyn Evans
- Rochenda Sandall como Cat Braithwaite
- Owen Teale como Lars Hutton
- Richard Pepple como Grant Dunlin
- Calvin Demba como Baz Roberts
- Emun Elliott como Alec "Leck" Longman
- Abraham Popoola como Easter Ayodeji
- Stuart McQuarrie como Colin Murchison
- Molly Vevers como Heather Shaw
- Dougie Rankin como William Johnson
- Nikhil Parmar como Harish
- Mark Addy como David Coake

## Recepção
No Rotten Tomatoes, a série tem um índice de aprovação de 67% e uma nota média de 6,2/10 com base em 18 resenhas críticas. O consenso dos críticos do site diz: "The Rig pode não atingir todo o seu potencial graças a muitos clichês grosseiros, mas este thriller ecológico sobrenatural tem ambiente suficiente e performances atraentes para criar uma farra sólida". O Metacritic, que utiliza uma média ponderada, deu uma pontuação de 69 em 100 com base em 7 críticas, indicando "avaliações geralmente favoráveis".